# Walentina Nikolajewna Polchanowa
Walentina Nikolajewna Polchanowa (russisch Валентина Николаевна Полханова; * 15. August 1971 in Saransk) ist eine ehemalige russische Radrennfahrerin.
Von den 1990er bis in die 2000er Jahre hinein gehörte Walentina Polchanowa zu den stärksten Straßenradsportlerinnen der Welt. Zweimal wurde sie mit der russischen Mannschaft Straßen-Weltmeisterin im Mannschaftszeitfahren.
1994 entschied sie die Gesamtwertung der Grande Boucle Féminine für sich. 1998 gewann sie das Rennen Ster Zeeuwsche Zeelanden und 2003 die Thüringen-Rundfahrt. 1999 wurde sie Dritte beim Einzelzeitfahren Chrono des Nations wie auch 2000 beim Etappenrennen Giro d’Italia Femminile.